# Wiskundige biologie

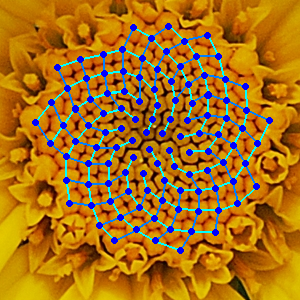
Het hoofdje van de gele kamille bevat spiralen die precies de rij van Fibonacci volgen. Dergelijke wiskundige patronen kunnen worden gebruikt om modellen te maken die de morfologie van veel planten beschrijven.

Wiskundige biologie, ook mathematische of theoretische biologie, is een wetenschappelijk vakgebied dat wiskunde gebruikt om biologische fenomenen (observeerbare gebeurtenissen) te onderzoeken.
Het maken en analyseren van modellen van en theorieën voor biologische fenomenen en processen is de kern van de wiskundige biologie. Er wordt gebruikgemaakt van wiskundige modellen of computersimulaties om de biologische werkelijkheid te beschrijven, te interpreteren en te voorspellen.
De wiskundige biologie bevindt zich op het raakvlak van de biologie, de wiskunde en de informatica. Belangrijke disciplines die bestudeerd worden in de wiskundige biologie, zijn de ecologie, genetica en evolutietheorie, neurobiologie, moleculaire biologie, biofysica en de bio-informatica.

## Omschrijving en geschiedenis
De eerste pogingen om de natuurlijke wereld met wiskundige modellen te beschrijven gaan terug tot Fibonacci en Daniël Bernoulli. Vroege wiskundige modellen in de biologie beschreven de groei van de menselijke populatie. De ongeremde groei van populaties werd beschreven door Thomas Malthus (1789); een idee dat Charles Darwin volgde bij het formuleren van zijn evolutietheorie. In 1838 publiceerde Pierre-François Verhulst zijn logistische functie als een model voor geremde populatiegroei. De term theoretische biologie dook voor het eerst op in 1901 in een boek van Johannes Reinke.
In de eerste decennia van de 20e eeuw werd de theoretische basis gelegd voor een aantal deelgebieden in de biologie: Ronald Fisher, J.B.S. Haldane en Sewall Wright ontwikkelden de populatiegenetica: zij publiceerden modellen voor de veranderingen in de frequenties van genen in populaties. Alfred Lotka en Vito Volterra formuleerden de Lotka-Volterravergelijkingen die de interacties tussen verschillende soorten beschrijven en de basis werden voor de theoretische ecologie en de populatiedynamica.
In de epidemiologie ontwikkelde Ronald Ross het concept van het reproductiegetal. Ross bewees dat malaria wordt overgebracht door muggen, een ontdekking waarvoor hij in 1902 een Nobelprijs ontving. Ross realiseerde zich dat het om malaria te bedwingen niet nodig is alle muggen die malaria overbrengen, uit te roeien: het volstaat om het aantal muggen zo te verminderen dat het reproductiegetal, het aantal nieuwe infecties per geïnfecteerde patiënt, kleiner is dan één. In 1952 paste George MacDonald het concept van het reproductiegetal toe in een wiskundig model van de verspreiding van malaria. Door het berekenen van het reproductiegetal kreeg de epidemiologie van overdraagbare ziekten een theoretische basis. Wiskundige modellen voor infectieziekten worden sindsdien gebruikt om beleidsmakers te informeren en de beste strategie uit te zetten om verspreiding te beperken of te voorkomen.

Het verloop van de spanning (in millivolts) in het Hodgkin–Huxley model in de tijd (in milliseconden). De figuur laat zien hoe na een elektrische prikkel, die opgevoerd wordt van −5 nanoamp tot 12 nanoamp, een trein van actiepotentialen ontstaat als de prikkel groot genoeg is.

In de neurobiologie beschreven Alan Hodgkin en Andrew Huxley in 1952 het mechanisme dat leidt tot de vorming en transmissie van actiepotentialen in de reuze axonen van de pijlinktvis. Zij ontwikkelden een wiskundig model dat beschrijft hoe actiepotentialen ontstaan in zenuwcellen. Voor dit werk ontvingen ze in 1963 een Nobelprijs.
Door de sterk toenemende kennis van interacties op cellulaire en moleculaire niveaus, is het steeds moeilijker om de kennis van deze interacties te integreren en te begrijpen hoe cellen en biochemische systemen functioneren. Daarom is er de laatste jaren steeds meer aandacht om deze kennis te integreren door wiskundige modellen in een gebied wat vaak de systeembiologie genoemd wordt.
De wiskundige en theoretische biologie is altijd sterk vertegenwoordigd geweest in Nederland en België.
Wiskundige biologie wordt bestudeerd in een aantal onderzoekscentra en universiteiten in Nederland en België.

## Wiskundig biologen
- Paulien Hogeweg
- Robert May
- John Maynard Smith
- Marten Scheffer
- Pierre-François Verhulst